# 2014-es svéd labdarúgó-bajnokság (másodosztály)
A 2014-es Superettan volt a 14. alkalommal megrendezett másodosztályú labdarúgó-bajnokság Svédországban. A pontvadászat 2014. április 5-én kezdődött és november 2-án ért véget.

## Csapatváltozások
| Feljutott az másodosztályba | Kiesett a harmadosztályba |
| --------------------------- | ------------------------- |
| IK Sirius Husqvarna FF      | Örgryte IS IK Brage       |

## Résztvevő csapatok
| Csapat              | Székhely    | Stadion                               | Befogadóképesség1 |
| ------------------- | ----------- | ------------------------------------- | ----------------- |
| Assyriska FF        | Södertälje  | Södertälje Fotbollsarena              | 7,500             |
| Degerfors IF        | Degerfors   | Stora Valla                           | 12,500            |
| GAIS                | Göteborg    | Gamla Ullevi                          | 18,416            |
| GIF Sundsvall       | Sundsvall   | Norrporten Arena                      | 7,700             |
| Hammarby IF         | Stockholm   | Tele2 Arena                           | 30,000            |
| Husqvarna FF        | Huskvarna   | Vapenvallen                           | 5,000             |
| IFK Värnamo         | Värnamo     | Finnvedsvallen                        | 5,000             |
| IK Sirius           | Uppsala     | Studenternas IP                       | 6,500             |
| Jönköpings Södra IF | Jönköping   | Stadsparksvallen                      | 5,200             |
| Landskrona BoIS     | Landskrona  | Landskrona IP                         | 12,000            |
| Ljungskile SK       | Ljungskile  | Skarsjövallen                         | 8,000             |
| Syrianska FC        | Södertälje  | Södertälje Fotbollsarena              | 7,500             |
| Varbergs BoIS       | Varberg     | Påskbergsvallen                       | 4,000             |
| Ängelholms FF       | Helsingborg | Olimpiai Stadion (2014. június 22-ig) | 17,100            |
| Ängelholms FF       | Ängelholm   | Ängelholms IP (2014. június 28-tól)   | 5,000             |
| Östers IF           | Växjö       | Myresjöhus Arena                      | 12,000            |
| Östersunds FK       | Östersund   | Jämtkraft Arena                       | 6,000             |

- 1A Svéd Labdarúgó Szövetség honlapja szerint.[5]

### Személyek és támogatók
| Csapat              | Vezetőedző                       | Csapatkapitány      | Mezgyártó | Mezszopnzor  |              |                  |              |       |        |
| ------------------- | -------------------------------- | ------------------- | --------- | ------------ | ------------ | ---------------- | ------------ | ----- | ------ |
| Csapat              | Vezetőedző                       | Csapatkapitány      | Mezgyártó | Mezszopnzor  | Assyriska FF | Azrudin Valentić | David Durmaz | Umbro | Scania |
| Degerfors IF        | Patrik Werner                    | Tobias Solberg      | Adidas    | Outokumpu    |              |                  |              |       |        |
| GAIS                | Per-Ola Ljung                    | Kenneth Gustafsson  | Hummel    | Åbro         |              |                  |              |       |        |
| GIF Sundsvall       | Joel Cedergren Roger Franzén     | Kevin Walker        | Adidas    | Various      |              |                  |              |       |        |
| Hammarby IF         | Nanne Bergstrand                 | Kennedy Bakircioglu | Kappa     | Herbalife    |              |                  |              |       |        |
| Husqvarna FF        | Giles Stille                     | Michell Haidari     | Adidas    | Husqvarna    |              |                  |              |       |        |
| IFK Värnamo         | Jörgen Petersson Peter Johansson | Martin Claesson     | Adidas    | Various      |              |                  |              |       |        |
| IK Sirius           | Kim Bergstrand                   | Carl Nyström        | Nike      | Various      |              |                  |              |       |        |
| Jönköpings Södra IF | Jimmy Thelin                     | Tommy Thelin        | Nike      | Various      |              |                  |              |       |        |
| Landskrona BoIS     | Patrik Johansson (ideiglenes)    | Johnny Lundberg     | Masita    | bila.nu      |              |                  |              |       |        |
| Ljungskile SK       | Tor-Arne Fredheim                | Markus Gustafsson   | Adidas    | Various      |              |                  |              |       |        |
| Syrianska FC        | Zvezdan Milošević                | Sharbel Touma       | Nike      | Aros Kapital |              |                  |              |       |        |
| Varbergs BoIS       | Jörgen Wålemark                  | Fredrik Björk       | Umbro     | Various      |              |                  |              |       |        |
| Ängelholms FF       | Joakim Persson                   | Björn Westerblad    | Adidas    | Unicolor AB  |              |                  |              |       |        |
| Östers IF           | Roberth Björknesjö               | Denis Velić         | Puma      | IST          |              |                  |              |       |        |
| Östersunds FK       | Graham Potter                    | Brwa Nouri          | Adidas    | Peab         |              |                  |              |       |        |

### Vezetőedző váltások
| Csapat              | Távozó edző           | Ok                         | Dátum                | Poz.      | Érkező edző           | Dátum                |
| ------------------- | --------------------- | -------------------------- | -------------------- | --------- | --------------------- | -------------------- |
| Hammarby IF         | Thomas Dennerby       | közös megegyezés           | 2013. november 6.    | Előszezon | Nanne Bergstrand      | 2013. november 6.    |
| Varbergs BoIS       | Halda Kabil           | menesztették               | 2013. november 15.   | Előszezon | Jörgen Wålemark       | 2013. november 21.   |
| IFK Värnamo         | Sören Åkeby           | közös megegyezés           | 2013. november 21.   | Előszezon | Jörgen Petersson      | 2013. december 15.   |
| Östers IF           | Andreas Thomsson      | közös megegyezés           | 2013. december 30.   | Előszezon | Roberth Björknesjö    | 2013. december 30.   |
| Syrianska FC        | Özcan Melkemichel     | lemondott                  | 2013. december 31.   | Előszezon | Carlos Roberto Cabral | 2014. január 6.      |
| Syrianska FC        | Carlos Roberto Cabral | lemondott                  | 2014. január 28.     | Előszezon | Stefan Fredriksson    | 2014. január 28.     |
| Syrianska FC        | Stefan Fredriksson    | lemondott                  | 2014. április 1.     | Előszezon | Zvezdan Milošević     | 2014. április 6.     |
| Jönköpings Södra IF | Mats Gren             | leigazolta az IFK Göteborg | 2014. április 18.    | 14.       | Jimmy Thelin          | 2014. április 18.    |
| Assyriska FF        | Azrudin Valentić      | közös megegyezés           | 2014. május 27.      | 15.       | Sören Åkeby           | 2014. május 29.      |
| GAIS                | Thomas Askebrand      | menesztették               | 2014. május 27.      | 13.       | Per-Ola Ljung         | 2014. június 13.     |
| Landskrona BoIS     | Jörgen Pettersson     | menesztették               | 2014. június 11.     | 14.       | Patrik Johansson      | 2014. június 11.     |
| Assyriska FF        | Sören Åkeby           | lemondott                  | 2014. szeptember 17. | 16.       | Azrudin Valentić      | 2014. szeptember 17. |
| Husqvarna FF        | Niclas Tagesson       | lelépett                   | 2014. szeptember 20. | 15.       | Giles Stille          | 2014. szeptember 20. |

## A bajnokság végeredménye
| Hely. | Csapat              | M  | Gy | D  | V  | G+ | G– | Gk  | P  | Továbbjutás vagy kiesés    |
| ----- | ------------------- | -- | -- | -- | -- | -- | -- | --- | -- | -------------------------- |
| 1.    | Hammarby IF (B, F)  | 30 | 18 | 7  | 5  | 68 | 27 | +41 | 61 | feljutott az Allsvenskanba |
| 2.    | GIF Sundsvall (F)   | 30 | 19 | 4  | 7  | 55 | 34 | +21 | 61 | feljutott az Allsvenskanba |
| 3.    | Ljungskile SK       | 30 | 16 | 12 | 2  | 60 | 25 | +35 | 60 | Rájátszás                  |
| 4.    | Jönköpings Södra IF | 30 | 16 | 4  | 10 | 60 | 42 | +18 | 52 |                            |
| 5.    | Östersunds FK       | 30 | 12 | 9  | 9  | 40 | 40 | 0   | 45 |                            |
| 6.    | IK Sirius           | 30 | 11 | 10 | 9  | 47 | 36 | +11 | 43 |                            |
| 7.    | Degerfors IF        | 30 | 10 | 10 | 10 | 47 | 46 | +1  | 40 |                            |
| 8.    | Varbergs BoIS       | 30 | 10 | 9  | 11 | 38 | 43 | −5  | 39 |                            |
| 9.    | IFK Värnamo         | 30 | 10 | 9  | 11 | 43 | 52 | −9  | 39 |                            |
| 10.   | Syrianska FC        | 30 | 11 | 4  | 15 | 37 | 55 | −18 | 37 |                            |
| 11.   | GAIS                | 30 | 9  | 8  | 13 | 31 | 38 | −7  | 35 |                            |
| 12.   | Ängelholms FF       | 30 | 9  | 8  | 13 | 30 | 51 | −21 | 35 |                            |
| 13.   | Östers IF (K)       | 30 | 7  | 11 | 12 | 39 | 48 | −9  | 32 | Osztályozó                 |
| 14.   | Assyriska FF (O)    | 30 | 5  | 12 | 13 | 28 | 44 | −16 | 27 | Osztályozó                 |
| 15.   | Landskrona BoIS (K) | 30 | 6  | 8  | 16 | 35 | 55 | −20 | 26 | Kiesik a Division 1-be     |
| 16.   | Husqvarna FF (K)    | 30 | 5  | 7  | 18 | 27 | 49 | −22 | 22 | Kiesik a Division 1-be     |

### Osztályozó
| 2014. november 6. 19:00 UTC+1 |

| IK Frej                            | 3–0         | Östers IF |
| ---------------------------------- | ----------- | --------- |
| Lallet 51' Plavšić 53' Silfver 55' | Jegyzőkönyv |           |

| Vikingavallen, Täby Nézőszám: 1 684 Játékvezető: Per Melin |

| 2014. november 9. 15:00 UTC+1 |

| Östers IF                     | 3–2         | IK Frej                |
| ----------------------------- | ----------- | ---------------------- |
| Henningsson 6', 67' Velić 56' | Jegyzőkönyv | Lallet 19' Plavšić 53' |

| Myresjöhus Arena, Växjö Nézőszám: 2 685 Játékvezető: Antti Kanerva |

IK Frej nyert 5–3-as összesítéssel.
| 2014. november 6. 19:00 UTC+1 |

| Örgryte IS | 1–1         | Assyriska FF         |
| ---------- | ----------- | -------------------- |
| Mourad 78' | Jegyzőkönyv | Papagiannopoulos 39' |

| Gamla Ullevi, Göteborg Nézőszám: 3 227 Játékvezető: Kaspar Sjöberg |

| 2014. november 9. 15:00 UTC+1 |

| Assyriska FF | 0–0         | Örgryte IS |
| ------------ | ----------- | ---------- |
|              | Jegyzőkönyv |            |

| Södertälje Fotbollsarena, Södertälje Nézőszám: 2 511 Játékvezető: Jim Petersson |

Assyriska FF nyert 1-1-es összesítéssel, idegenben lőtt gólokkal.
| Hazai \ Vendég1     | ASF | DEG | GAIS | GIFS | HAM | HFF | IFKV | IKS | JSIF | LBS | LSK | SFC | VBS | ANF | ÖIF | ÖFK |
| Assyriska FF        |     | 2–2 | 1–1  | 1–3  | 0–1 | 1–1 | 1–2  | 1–1 | 1–3  | 1–1 | 0–4 | 0–2 | 0–0 | 1–1 | 1–1 | 0–1 |
| Degerfors IF        | 3–2 |     | 2–1  | 4–1  | 1–2 | 1–1 | 1–1  | 1–3 | 3–0  | 0–1 | 3–3 | 2–0 | 0–0 | 4–0 | 0–2 | 2–2 |
| GAIS                | 1–2 | 0–1 |      | 1–0  | 0–0 | 2–1 | 2–2  | 1–0 | 2–3  | 3–1 | 2–2 | 0–1 | 2–0 | 1–0 | 0–0 | 1–3 |
| GIF Sundsvall       | 2–1 | 4–1 | 4–0  |      | 3–1 | 2–1 | 2–1  | 1–2 | 1–0  | 0–0 | 0–0 | 3–1 | 2–1 | 4–3 | 5–1 | 2–0 |
| Hammarby IF         | 1–1 | 5–0 | 1–3  | 2–2  |     | 3–1 | 2–2  | 4–1 | 5–0  | 4–0 | 0–0 | 6–0 | 2–0 | 1–2 | 3–0 | 4–2 |
| Husqvarna FF        | 0–0 | 0–3 | 2–0  | 1–3  | 1–2 |     | 0–0  | 1–2 | 0–2  | 3–1 | 0–3 | 0–1 | 2–1 | 1–1 | 1–1 | 1–4 |
| IFK Värnamo         | 1–0 | 3–1 | 1–1  | 1–0  | 0–2 | 1–0 |      | 0–6 | 2–0  | 0–3 | 1–4 | 2–0 | 1–1 | 4–0 | 3–2 | 1–2 |
| IK Sirius           | 2–1 | 1–1 | 0–1  | 0–1  | 2–1 | 1–2 | 3–1  |     | 0–1  | 1–1 | 2–2 | 2–2 | 2–3 | 0–0 | 0–0 | 1–1 |
| Jönköpings Södra IF | 4–0 | 4–2 | 3–1  | 4–1  | 0–4 | 1–0 | 0–0  | 3–1 |      | 6–2 | 1–1 | 4–0 | 1–2 | 2–3 | 3–3 | 4–0 |
| Landskrona BoIS     | 1–2 | 2–0 | 2–1  | 1–2  | 1–3 | 0–1 | 3–1  | 1–2 | 0–3  |     | 0–0 | 2–3 | 1–5 | 1–1 | 2–2 | 0–1 |
| Ljungskile SK       | 1–0 | 2–2 | 0–0  | 0–0  | 0–1 | 2–1 | 3–2  | 1–0 | 3–2  | 3–2 |     | 5–1 | 3–0 | 5–0 | 4–0 | 1–0 |
| Syrianska FC        | 0–2 | 3–1 | 2–2  | 1–2  | 2–4 | 3–2 | 2–1  | 1–5 | 0–2  | 1–0 | 1–1 |     | 2–0 | 0–0 | 3–1 | 3–0 |
| Varbergs BoIS       | 1–1 | 0–0 | 1–0  | 1–0  | 1–1 | 3–1 | 6–2  | 0–2 | 1–1  | 1–1 | 1–3 | 2–1 |     | 0–1 | 2–2 | 2–0 |
| Ängelholms FF       | 1–1 | 1–4 | 1–0  | 1–2  | 1–0 | 2–0 | 2–2  | 0–2 | 1–0  | 1–2 | 0–3 | 1–0 | 1–2 |     | 1–4 | 2–2 |
| Östers IF           | 1–2 | 0–2 | 0–1  | 0–2  | 0–2 | 2–1 | 2–2  | 2–2 | 2–3  | 1–1 | 2–0 | 1–0 | 5–1 | 2–0 |     | 0–1 |
| Östersunds FK       | 1–2 | 0–0 | 2–1  | 3–1  | 1–1 | 1–1 | 1–3  | 1–1 | 1–0  | 3–2 | 1–1 | 2–1 | 3–0 | 1–2 | 0–0 |     |

Utolsó felvett mérkőzés dátuma: 2014. december 31. 
Forrás:  
1A hazai csapatok a bal oldali oszlopban szerepelnek.
Színek: Zöld = hazai győzelem; Sárga = döntetlen; Piros = vendéggyőzelem.
 

## Statisztika
| #  | Játékos             | Klub                | Gólok |
| -- | ------------------- | ------------------- | ----- |
| 1  | Kennedy Bakircioglu | Hammarby IF         | 17    |
| 2  | Johan Eklund        | GIF Sundsvall       | 16    |
| 3  | Stefan Silva        | IK Sirius           | 15    |
| 4  | Fredrik Olsson      | Jönköpings Södra IF | 14    |
| 4  | Peter Samuelsson    | Degerfors IF        | 14    |
| 4  | David Johannesson   | Ljungskile SK       | 14    |
| 7  | Daryl Smylie        | Jönköpings Södra IF | 13    |
| 7  | Andrew Stadler      | Landskrona BoIS     | 13    |
| 7  | Tommy Thelin        | Jönköpings Södra IF | 13    |
| 10 | Pa Dibba            | GIF Sundsvall       | 12    |

| # | Játékos            | Klub                | Gólpassz |
| - | ------------------ | ------------------- | -------- |
| 1 | Robert Gojani      | Jönköpings Södra IF | 11       |
| 2 | Fredrik Torsteinbø | Hammarby IF         | 10       |
| 2 | Jonas Lindberg     | Ljungsklie SK       | 10       |
| 4 | Marcus Astvald     | Degerfors IF        | 9        |

### Mesterhármast elérő játékosok
| Játékos           | Csapat              | Ellenfél        | Végeredmény | Dátum               |
| ----------------- | ------------------- | --------------- | ----------- | ------------------- |
| David Johannesson | Ljungskile SK       | Ängelholms FF   | 5–0         | 2014. május 19.     |
| Fredrik Olsson    | Jönköpings Södra IF | Assyriska FF    | 4–0         | 2014. július 19.    |
| Nsima Peter       | Varbergs BoIS       | Landskrona BoIS | 1–5         | 2014. augusztus 9.  |
| Johan Eklund      | GIF Sundsvall       | Östers IF       | 5–1         | 2014. augusztus 17. |
| Daryl Smylie      | Jönköpings Södra IF | Degerfors IF    | 4–2         | 2014. október 20.   |
| Nahir Besara      | Hammarby IF         | Östersunds FK   | 4–2         | 2014. október 21.   |
| Karl Söderström   | Varbergs BoIS       | IFK Värnamo     | 6–2         | 2014. október 26.   |
| Moses Ogbu        | IK Sirius           | IFK Värnamo     | 0–6         | 2014. november 2.   |